# أغنيس فليشر
أغنيس فليشر هي مُدرسة نرويجية، ولدت في 6 فبراير 1865، وتوفيت في 15 سبتمبر 1909.